# Приказа (филм)
Приказа (енгл. The Apparition) амерички је хорор филм из 2012. године у режији и по сценарију Тода Линкона. Главне улоге тумаче Ешли Грин, Себастијан Стен и Том Фелтон. Радња прати три студента који, након смрти свог пријатеља, морају да се боре против натприродне силе коју су сами призвали.
Добио је негативне рецензије критичара и публике, са посебним примедбама на потпуни недостатак страха, лош сценарио, позајмљивање технике од других бољих хорор филмова и кварење краја при филмској најави. Остварио је финансијски неуспех, а критичари су га назвалим једним од најгорих филмова 2012.

## Радња
Кад застрашујући догађаји почну да се ређају у њиховом дому, млади пар Кели и Бен откривају да их прогони нешто што су случајно призвали за време парапсихолошког експеримента на колеџу. Ужасавајуће привиђење се храни њиховим страхом и мучи их, и колико год се трудили да побегну, то им не успева. Њихова последња нада је стручњак за натприродне појаве, али можда им чак ни он не може помоћи да се спасу од ове ужасавајуће силе.

## Улоге
| Глумац          | Улога  |
| --------------- | ------ |
| Ешли Грин       | Кели   |
| Себастијан Стен | Бен    |
| Том Фелтон      | Патрик |
| Џулијана Гил    | Лидија |
| Рик Гомез       | Мајк   |
| Лук Пасквалино  | Грег   |
| Ана Кларк       | Меги   |